# R106 (Spaarnwoude)
De Recreatieve weg 106 (r106) bij Haarlem is een korte weg die naar Penningsveer gaat. Hij begint opzij van de A200/N200 (Rijksweg 200) en loopt via een klein stukje industrieterrein naar Penningsveer.
Nieuwvliet: R101 · R102 · R103 · R104 · R105

Ommen: R101 · R102 · R103 · R104 · R105

Schouwen: R101 · R102 · R103 · R104 · R105 · R106 · R107 · R108 · R109 · R110 · R111 · R112

Spaarnwoude: R101 · R102 · R103 · R104 · R105 · R106

Voorthuizen: R101

IJmuiden: R101 · R102 · R103